# マリア・ヒタ
マリア・ヒタ（Maria Rita, 本名：マリア・ヒタ・カマルゴ・マリアーノ Maria Rita Camargo Mariano, 1977年9月9日 - ）は、ブラジル・サンパウロ出身のMPB歌手。ラテン・グラミー賞やブラジルのプレミオ・ムルチショウ・ヂ・ムジカ・ブラジレイラ (Prêmio Multishow de Música Brasileira) などの音楽賞で多数受賞の実績を持つ。英語読みでマリア・リタと表記されることもある。

## 経歴
ピアニスト・アレンジャーのセザール・カマルゴ・マリアーノと歌手エリス・レジーナの娘として出生。ミュージシャンとして活動しているペドロ・マリアーノは実兄、音楽プロデューサーのジョアン・マルセロ・ボスコリは異父兄に当たる。名前の由来は、両親が家族ぐるみで親交があったヒタ・リーにちなんで付けられたものであり、本人も歌手になるという夢を14歳の頃から持っていた。
幼い頃に母親のレジーナを亡くし、青春期は父親とアメリカで暮らしていた。ニューヨーク大学でラテンアメリカ学と社会コミュニケーション論を学び、卒業後はジャーナリストとして青少年向けの雑誌に関わっていた。
2003年、24歳でプロの歌手として活動するようになり、1枚目のセルフタイトルアルバム『Maria Rita』を発表。ブラジル国内で50万枚を売り上げてプラチナディスクとなり、国外でもヒットして注目のデビュー作となった。
2004年、ラテン・グラミー賞で、総合部門 (General Field) において最優秀新人賞 (Best New Artist)、「A festa」で最優秀ポルトガル語歌曲賞 (Best Song in Portuguese)、さらにアルバム『Maria Rita』が最優秀MPBアルバム賞 (Best MPB Album) となり三冠を受賞した。2枚目のアルバム『セグンド』は、2006年の同賞で最優秀MPBアルバム賞となり、さらにホドリゴ・マラニャォン (Rodrigo Maranhão) の作曲による収録曲「カミーニョ・ダス・アグアス」("Caminho das Águas") も最優秀ブラジル歌曲賞 (Best Brazilian Song) を受賞した。またこのアルバムを引っさげてモントルー・ジャズ・フェスティバル、ノース・シー・ジャズ・フェスティバルやサンフランシスコ・ジャズ・フェスティバルへの参加など50以上の国外公演を敢行し、好評をもって迎えられた。
2008年、BBCが主催するワールド・ミュージックの賞、BBC Radio 3 Awards for World Musicにノミネートされた。同年6月28日に初めてロンドンでの公演を開催したほか、同年11月に日本-ブラジル移住100周年記念コンサートとして初の日本公演も行った。
ブラジル屈指の女性歌手であった母親・レジーナの名声はヒタの人生に大きな影響を及ぼしており、「偉大な歌手の娘であるということは常に意識している」と自ら語ってもいるが、2012年年発売のライブアルバム『Redescobrir』でようやくレジーナの曲を取り上げるまで、母親が歌って有名になった曲を自ら歌うことは敢えてしてこなかった。デビューもレジーナの娘ということを伏せて独力で勝ち取ったものである。一方で、エラ・フィッツジェラルドなどの歌手を参考にしつつ彼女自身が作り上げたジャジーなヴォーカルスタイルによって、母親のレジーナとは一線を画している。

## ディスコグラフィー
- Maria Rita （2003年）
- Segundo セグンド（2005年）
- Samba Meu サンバ・メウ（2007年）
- Elo（2011年）
- Redescobrir（ライブアルバム、2012年）
- Coração a Batucar（2014年）
- O Samba em Mim - Ao Vivo na Lapa（ライブアルバム、2016年）
- Amor e Música（2018年）
- Samba da Maria（ライブアルバム、2023年）

他アーティストとの共演としては、ミルトン・ナシメントのアルバム『Pietá』にマリア・ヒタ・マリアーノ名義で参加し、収録曲「Tristesse」でナシメントとデュエットしている。この曲は2003年のラテン・グラミー賞最優秀ブラジル歌曲賞を受賞した。ナシメントからはアルバム『Maria Rita』の1曲目「A Festa」の提供を受けている。なお、ナシメントはヒタの母親であるレジーナがその楽曲を取り上げたことで注目され、その後MPBの大御所となったという経緯があり、ヒタとも浅からぬ縁がある。
また、2004年のグラミー賞受賞者であるウルグアイ出身の歌手ホルヘ・ドレクスレルが2006年に発表したアルバム『12 Segundos de Oscuridad』では、収録曲「Soledad」でデュエットした。彼女はブラジルのラップ・ヒップホップグループであるオ・ハッパ (O Rappa) の大ファンであり、彼らのライブにカメオ出演したことがある。

## 受賞・ノミネート

### ラテン・グラミー賞
| 2004年                                                | 結果                                                                                 |
| ----------------------------------------------------- | ------------------------------------------------------------------------------------ |
| 最優秀アルバム賞『Maria Rita』                        | ノミネート                                                                           |
| 最優秀レコード賞「A Festa」                           | ノミネート                                                                           |
| 最優秀新人賞                                          | 受賞                                                                                 |
| 最優秀MPBアルバム賞『Maria Rita』                     | 受賞                                                                                 |
| 最優秀ブラジル歌曲賞「A Festa」                       | 受賞（賞はミルトン・ナシメントに授与）                                               |
| 2006年                                                | 結果                                                                                 |
| 最優秀MPBアルバム賞『セグンド』                       | 受賞                                                                                 |
| 最優秀ブラジル歌曲賞「カミーニョ・ダス・アグアス」    | 受賞 （賞はホドリゴ・マラニャォンに授与）                                            |
| 2008年                                                | 結果                                                                                 |
| 最優秀サンバ・パゴーヂアルバム賞『サンバ・メウ』      | 受賞（パウリーニョ・ダ・ヴィオラ (Paulinho da Viola) の『MTV Unplugged』と同時受賞） |
| 2011年                                                | 結果                                                                                 |
| 最優秀レコード賞「Latinoamérica」                     | 受賞（フィーチャーアーティストとして）                                               |
| 2012年                                                | 結果                                                                                 |
| 最優秀MPBアルバム賞『ELO』                            | ノミネート                                                                           |
| 2013年                                                | 結果                                                                                 |
| 最優秀MPBアルバム賞『Redescobrir』                    | 受賞                                                                                 |
| 2014年                                                | 結果                                                                                 |
| 最優秀サンバ・パゴーヂアルバム賞『Coração a Batucar』 | 受賞                                                                                 |

### プレミオ・ムルチショウ・ヂ・ムジカ・ブラジレイラ
| 2003年                                          | 結果       |
| ----------------------------------------------- | ---------- |
| 最優秀新人賞（ソロ）                            | ノミネート |
| 2004年                                          | 結果       |
| 最優秀アルバム賞『Maria Rita』                  | ノミネート |
| 最優秀女性歌手賞                                | 受賞       |
| 最優秀歌曲賞「A Festa」（ミルトン・ナシメント） | ノミネート |
| 最優秀DVD賞『Maria Rita』                       | ノミネート |
| 最優秀公演賞                                    | ノミネート |
| 2008年                                          | 結果       |
| 最優秀アルバム賞『サンバ・メウ』                | 受賞       |
| 最優秀女性歌手賞                                | ノミネート |
| 最優秀歌曲賞「あなたを許すわ」("Tá Perdoado")   | ノミネート |
| 2013年                                          | 結果       |
| 最優秀女性歌手賞                                | ノミネート |